# Stabilitas loci

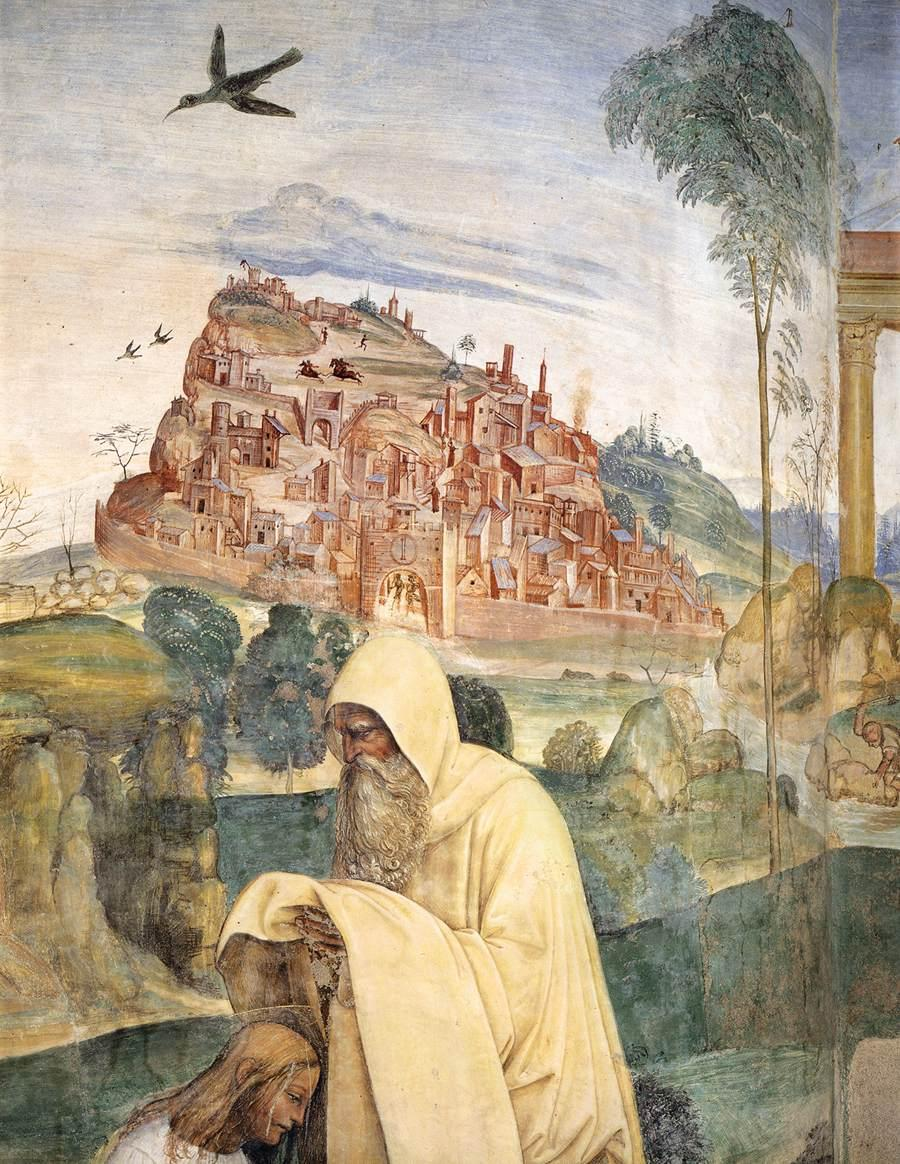
Der hl. Benedikt wird von dem Mönch Romanus eingekleidet, Szene aus dem Freskenzyklus zum Leben des hl. Benedikt in Monte Oliveto Maggiore, um 1501–1550

Stabilitas loci (lat. für „Beständigkeit des Ortes“, „Ortsgebundenheit“), zuweilen auch Stabilität genannt, ist die dauerhafte Bindung eines Mönches oder einer Nonne an ein bestimmtes Kloster. Sie wird in den Orden benediktinischer Prägung (Benediktiner, Zisterzienser, Trappisten) aber auch bei den Prämonstratensern bei der Profess gelobt. Die Angehörigen dieser Orden legen bei der Profess die Gelübde der Armut, der ehelosen Keuschheit und des Gehorsams nicht expressis verbis ab, sondern geloben stattdessen Beständigkeit (Stabilitas loci), klösterlichen Lebenswandel und Gehorsam, wobei das Versprechen, einen klösterlichen Lebenswandel zu führen, auch die beiden anderen evangelischen Räte – Armut und ehelose Keuschheit – mitumfasst. In der Benediktsregel heißt es dazu: 

„Bei der Aufnahme verspreche er im Oratorium in Gegenwart aller Beständigkeit, klösterlichen Lebenswandel und Gehorsam. […] Über sein Versprechen verfasse er eine Urkunde auf den Namen der Heiligen, deren Reliquien dort sind, und des anwesenden Abtes. Diese Urkunde schreibe er mit eigener Hand und lege sie auf den Altar.“

Die Stabilitas loci bindet den Professen in der Regel für das gesamte Ordensleben an die Gemeinschaft, in die der Mönch oder die Nonne eingetreten ist. Sie kann gemäß den Konstitutionen aber auch auf ein anderes Kloster übertragen werden, etwa bei einer Neugründung oder bei einem dauerhaften Leben in einem anderen Kloster des Ordens.
Das Gelübde der Stabilitas unterscheidet die benediktinischen Orden von den später gegründeten Bettelorden der Franziskaner, Dominikaner und Karmeliten, deren Mitglieder bedingt durch die Art ihres Lebens, vor allem der männlichen Ordensmitglieder, die als Prediger und Lehrer in den Städten wirken, die Ortsbeständigkeit aufgaben.